# Gasthaus zur Krone (Hilden)

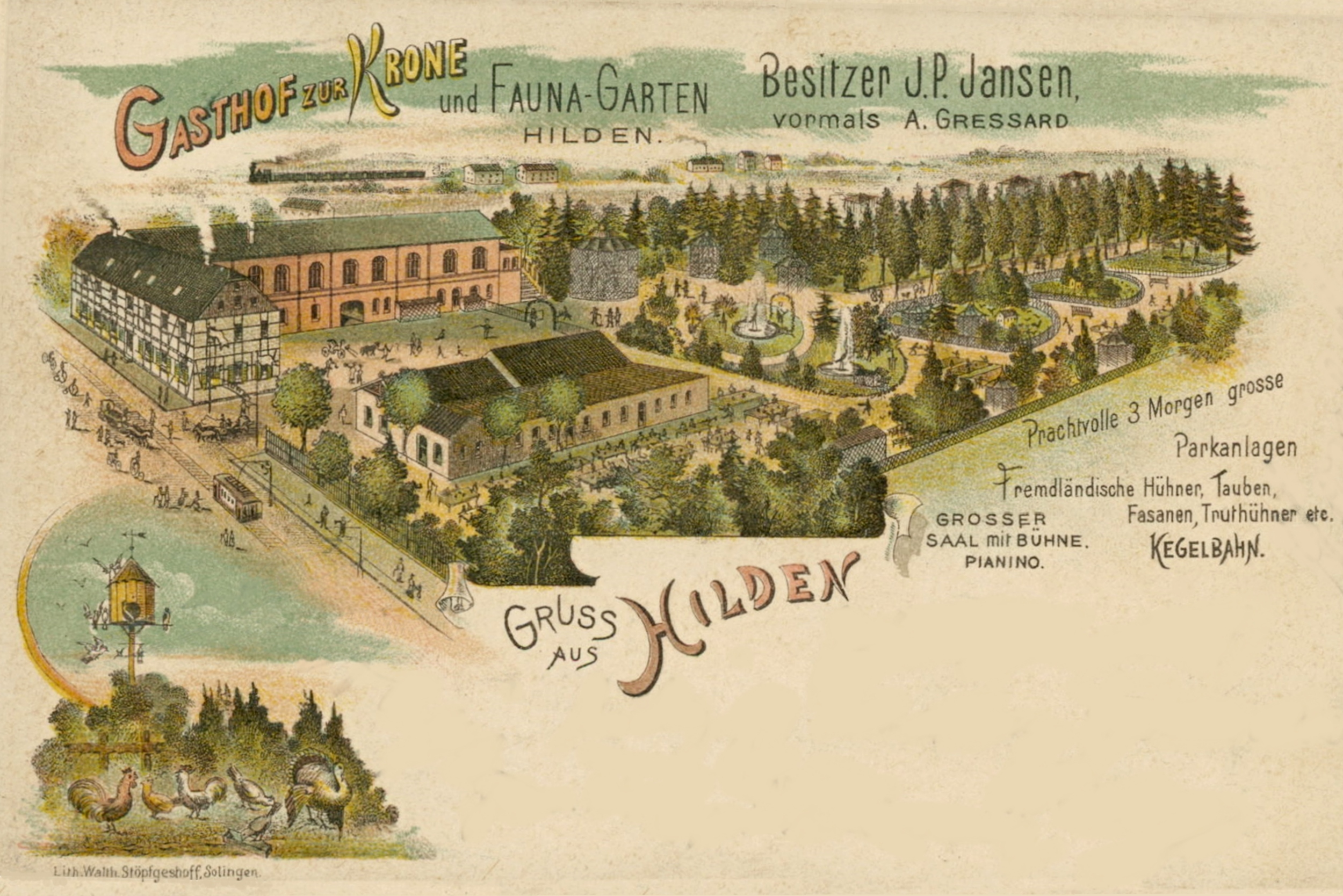
„Gasthof Zur Krone“ mit Fauna-Garten, Hilden (Postkarte um 1906)

Das Gasthaus Zur Krone in Hilden auf der Mittelstraße 17 im Kreis Mettmann in Nordrhein-Westfalen war vom siebzehnten Jahrhundert bis 1959 ein historisches Gasthaus.

## Historie vor der Erhebung Hildens zur Stadt
Die Katholische Gemeinde in Hilden musste entsprechend den Bestimmungen des Westfälischen Friedens von 1648 im Jahr 1650 die damalige St.-Jacobus-Kirche (seit 1958 als Reformationskirche bezeichnet) räumen.
Pastor Franz Rütger Gerretz (später auch Landdechant) mietete 1680 für die katholische Gemeinde das Haus der Wirtschaft „Ulrichskuhle“.
Nach Einzug der katholischen Gemeinde stand die Ulrichskuhle als Wirtschaft nicht mehr zur Verfügung.
Die Ulrichskuhle lag Ecke Mittelstraße/Hochdahler Straße (1900 wurde das Kirchenhaus abgerissen und 1911 dafür der Reichshof gebaut. Dieser wurde 2014 ebenfalls abgerissen und durch den Jacobushof mit dem katholischen Gemeindezentrum ersetzt, die 2016 eingeweiht wurden).

Gegenüber der heutigen St.-Jacobus-Kirche errichtete Ende des siebzehnten Jahrhunderts Christian Kemperdick das Gasthaus „Die Neue Kuhle“, die spätere „Zur Krone“ als Fachwerkhaus im alt-bergischen Stil an der Mittelstraße 17.
Das Gasthaus Zur Krone lag an der alten Kölnischen Handelsstraße „Strata Coloniensis“. An der Gabelung entstand ein neues Ortszentrum.
Aufgrund der günstigen Verkehrslage eröffnete 1825 die erste Poststelle im Gasthaus Zur Krone. Die vierspännigen Postkutschen verkehrten zweimal am Tag von Düsseldorf-Oberbilk über Benrath nach Wald (Solingen) und machten vor der Krone Station. Sie bedienten sowohl den Paketdienst als auch den Personenfahrdienst. Reparaturen konnten in der Schmiede An der Gabelung / Ecke Walder Straße vor Ort durchgeführt werden. Das Gebäude der Schmiede, Walder Straße 1, gehört seit 1987 zum Denkmalbereich Walder Straße der Stadt Hilden. Adolf Bausenhaus übernahm bis 1857 die Doppelfunktion als Wirt und Postexpediteur. Als Edmund Bausenhaus danach sein Nachfolger wurde, trennte sich die Posthalterei vom Wirtshaus.
Das Gasthaus Zur Krone wurde Hotel und Herberge für die Reisenden der Poststation.
Der Gebäudekomplex umfasste:
Das Fachwerkhaus an der Mittelstraße (erbaut vor 1700) mit Restaurant und Speisesaal im Erdgeschoss. Im Obergeschoss waren die Fremdenzimmer des Hotels. Im Dachgeschoss wohnte das weibliche Personal. Dort war auch ein Holzzuber, von dem aus die Zapfstellen des Hotels mit Wasser versorgt wurden. Der Wasserbehälter (ca. 3000 kg voll) wurde von einer Zwillingskolbenpumpe mit Wasser gespeist. Sie wurde von einem Göpel mit einem im Kreis laufenden Pferd im Hof angetrieben.
Senkrecht zum Fachwerkhaus war im östlichen Bereich das Langhaus mit Küche und Saal im Erdgeschoss. Im Obergeschoss waren die Gesellschaftsräume.
Senkrecht zum Fachwerkhaus im westlichen Bereich waren die 1825 erbauten Remise und dahinter die Ställe der Posthalterei. Direkt daneben waren die Postabfertigung und die Unterkunft des männlichen Personals u. a. für bis vierzehn Postillone.
Die „Gesellschaft Erholung“ gründete sich 1845 und betrieb im Saal des Gasthauses Zur Krone Kasinoräume mit Billard. Der Club stand nur den größten Steuerzahlern, Fabrikanten, Offizieren und Akademikern offen. Beamte, außer dem Bürgermeister, hatten keinen Zutritt.
In der Krone wurde Bremme-Bräu ausgeschenkt. Das Gasthaus Zur Krone hatte eine sogenannte Bleikammer, das heißt einen Raum ohne Fenster, in dem man auch noch nach 23 Uhr, der Sperrstunde, bechern konnte, ohne vom Nachtwächter gesehen zu werden.

Im Oktober 1846 ernannte die Bezirksregierung den damals 27-jährigen Hermann Clemens zum Hildener Bürgermeister. Von 1846 bis zur Einweihung des Rathauses 1900 war in der Gastwirtschaft Krone der Amtssitz der Bürgermeister. Der Rat tagte im Saal, in den Kasinoräumen.

### Antrag auf Erhebung des Dorfes Hilden in den dritten Stand beim preußischen König Wilhelm I.
Im Gasthaus Zur Krone verfasste 1861 Albert Koennecke (Bürgermeister 1851–1865) den Antrag zur Stadterhebung. Er stellte beim preußischen König Wilhelm I den Antrag, in den dritten Stand bei der Provinzialvertretung, erhoben zu werden. Das bedeutet, dass Hilden Stadtrechte erhielt.
Die Einwohnerzahl ist stark angestiegen auf 4510. Es gibt viele geschmackvolle Häuser sowie mehrere elegante Häuser. Es gibt zweimal Postverbindungen nach Benrath und nach Solingen. Es existieren 13 Fabriken und Großgeschäfte, darunter ein Schokoladengeschäft. Sie beschäftigen 1000 Arbeiter. Es gibt über 111 Handwerker, 95 selbständige Gewerbetreibende, über 60 Kleinhändler und 7 Versicherungsvertreter. Der Ort hat zwei Kirchen, acht Bildungsanstalten. Es gibt 5 Schulen, eine Apotheke (Adler) und 2 Ärzte. Wir sind ganz stolz auf die Sparkasse. Es gibt in Hilden 27 Wirte, einen Brauer und vier Branntwein-Brenner. Es gibt in Hilden 6 Straßen: Mittelstraße mit Marktplatz, Gabelung mit Elberfelder Straße, Heiligenstraße, Schulstraße, Klotzstraße, Schwanenstraße. Zwei jährliche Jahrmärkte und ein wöchentlicher Gemüsemarkt ohne Erhebung von Standgebühren werden gut besucht. Der Ort Hilden hat viele geschmackvolle und mehrere elegante Häuser, er ist völlig angebaut und freie unbebaute Flächen sind nicht mehr vorhanden.

## Historie nach der Erhebung Hildens zur Stadt
Am 1. Dezember 1864 wurden in dem Gasthaus „Zur Krone“ der Gesellschaftsvertrag und die Statuten der "Hildener Gasanstalt" vor dem Benrather Notar Paniel abgeschlossen.
1869 wurde auf der Rückseite des Gasthauses „Zur Krone“ ein parkähnlicher Garten angelegt. Er erstreckte sich von der heutigen Straße „Am Kronengarten“ bis zur „Kolpingstraße“ (bis 1949 Gasstraße). Die Ratsherren bereiteten beim Spaziergang im Kronengarten die Ratsbeschlüsse vor.
Die Gäste saßen in der Veranda, die im westlichen Teil des Kronengartens 1850 zusammen mit dem anschließenden Musikpavillon erbaut wurde. Jeden Sonntag spielten im Sommer im Musikpavillon abwechselnd die Militärkapellen der Garnisonen Düsseldorf und Köln.
Im Kronengarten gab es einen Biergarten und Spielgeräte für die Kinder. Das erste Fahrrad (Velociped) wurde 1869 vorgeführt. Im Kronengarten wurden Volksfeste, Bälle und Tanzveranstaltungen gefeiert. Dazu spielten Kapellen im Freien und Wanderbühnen veranstalteten Aufführungen.

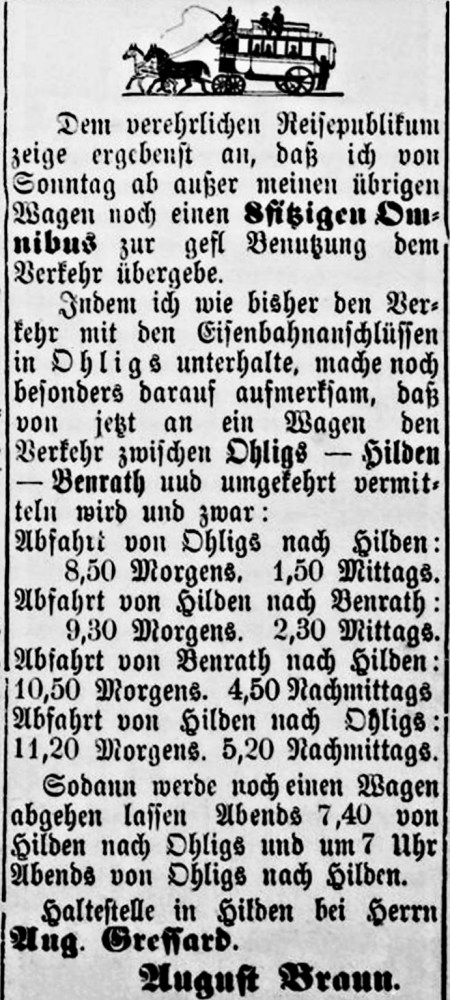
Pferdeomnibus-Fahrplan 1877

Nach Bau der rheinischen Eisenbahnstrecken fungierte der vom Gasthaus zur Krone aus verkehrende Pferdeomnibus für die Reisenden als Zubringer zu den Bahnhöfen Benrath (eröffnet 1845), Ohligs (eröffnet 1867, seit Dezember 2006 in Solingen Hauptbahnhof umbenannt) und Hilden (eröffnet 1874).
Der Nachfolger von Bausenhaus als Wirt war ab 1. Juni 1871 August Gressard (* 15. Februar 1845; † 13. Februar 1927), ein Vetter des Seidenfabrikanten und Hildener Ehrenbürgers Fritz Gressard.
August Gressard machte den Kronengarten weit über die Stadtgrenzen hinweg bekannt. Bevor er nach Hilden kam, hatte er in Pommern fundierte Kenntnisse in Sachen Hühnerzucht erworben und brachte zum Erstaunen seiner Gäste bald zahlreiche seltene Vogelarten in den Volieren im östlichen Teil des Fauna-Gartens unter, wie Pfauen, Fasane in Silber und Gold, Perlhühner, Zwerghühner und Bergische Kräher. Das brachte ihm den Spitznamen „Hühner-August“ ein. Er befasste sich neben seiner Tätigkeit als Wirt und Hotelier weiter ernsthaft mit der Zucht von Rassegeflügel, war lange Zeit auf Geflügelausstellungen in ganz Deutschland als Schiedsrichter und Ehrenschiedsrichter tätig und an der Gründung mehrerer Geflügelzuchtvereine beteiligt. Am 7. März 1881 beteiligte sich Gressard anlässlich des 6. Geflügelkongresses in Elberfeld an der Gründung des „Club deutscher und österreichisch-ungarischer Geflügelzüchter“. 1883 folgte der Düsseldorfer Geflügelzüchterverein, 1885 der Rassegeflügelverein „Fauna Hilden“. Von einem Kongress beim Ornithologischen Verein in Wien brachte Gressard vermutlich den Watschenmann mit, den er zur Belustigung seiner Gäste in seinem Gasthaus aufstellte. An der mannshohen Puppe mit Lederkopf konnte man durch Watschen (Ohrfeigen) seine Aggressionen auslassen. Am 15. Oktober 1896 gab Gressard die Krone als florierendes Unternehmen an seinen Nachfolger Johann Peter Jansen (* 1863; † 23. April 1932 in Düsseldorf) ab und zog sich in seine neu erbaute „Villa Fauna“, Ecke Kirchhofstraße/Hagekreuzstraße zurück.
1879 erhielt Hilden eine Außenstelle des Amtsgerichts Gerresheim. Es tagte im Gasthaus „Zur Krone“.
Die Mittelstraße wurde 1888 vor dem Gasthaus „Zur Krone“ gepflastert. Bis dahin war die Straße schlammig und mit Spurrillen durchzogen.
Zu Dienstag, den 5. März 1895 lud Gustav Cramer (* 28. Oktober 1871 in Düsseldorf; † 27. Oktober 1953 auf Gut Hospelt), Teilhaber der vor der Verlegung der Produktion von Düsseldorf nach Hilden stehenden Gesellschaft für Baumwoll-Industrie, weitere Industrielle aus der Gegend ins Gasthaus zur Krone ein, um diese vor dem Hintergrund des Aufschwungs der Hildener Industrie von der Notwendigkeit der Errichtung einer Nebenstelle der Reichsbank in Hilden zu überzeugen. Es wurde eine diesbezügliche Eingabe an das Reichsbankdirektorium beschlossen. Noch im selben Jahr wurde die geforderte Nebenstelle der Reichsbank in Hilden eröffnet.
Im Jahre 1898 wurde durch die von der „Continental Gesellschaft für elektrische Unternehmungen“, Nürnberg, gegründete „Bergische Kleinbahnen AG“ mit der Verlegung der Schienen der elektrischen Kleinbahn von Benrath bis Hilden begonnen. Die Verlängerung der nun vom Oberbilker Markt in Düsseldorf über Benrath nach Hilden führenden Meterspur-Strecke von endete zunächst vor dem Gasthaus „Zur Krone“. Die erste Bahn von Benrath nach Hilden fuhr am 12. Dezember 1898. Im folgenden Jahr 1899 wurden die beiden Anschluss-Strecken nach Ohligs und über Haan nach Vohwinkel gebaut und eröffnet.
Am 5. Juni 1919 eröffnete im Gasthaus zur Krone das Kino „Moderne Lichtspiele“. Es wurde 1926 in „Central Theater“ umbenannt und 1932 von Karl Bernatzky als „Hildener Volkstheater“ weiterbetrieben.
Die Kasinoräume der „Gesellschaft Erholung“ wurden 1934 geschlossen.
Nach dem Zweiten Weltkrieg beschlagnahmte 1945 die englische Besatzungsbehörde das Lokal. Die Engländer der St. David’s Barracks (heute Waldkaserne) benutzten die „Krone“ als Verwaltungsort und betrieben das Lokal "Crossed Keys" bis zum Mai 1957. Das Gasthaus „Zur Krone“ wurde am 11. Februar 1959 abgerissen.

## Historie der Mittelstraße 17 nach Abriss des Gasthauses „Zur Krone“

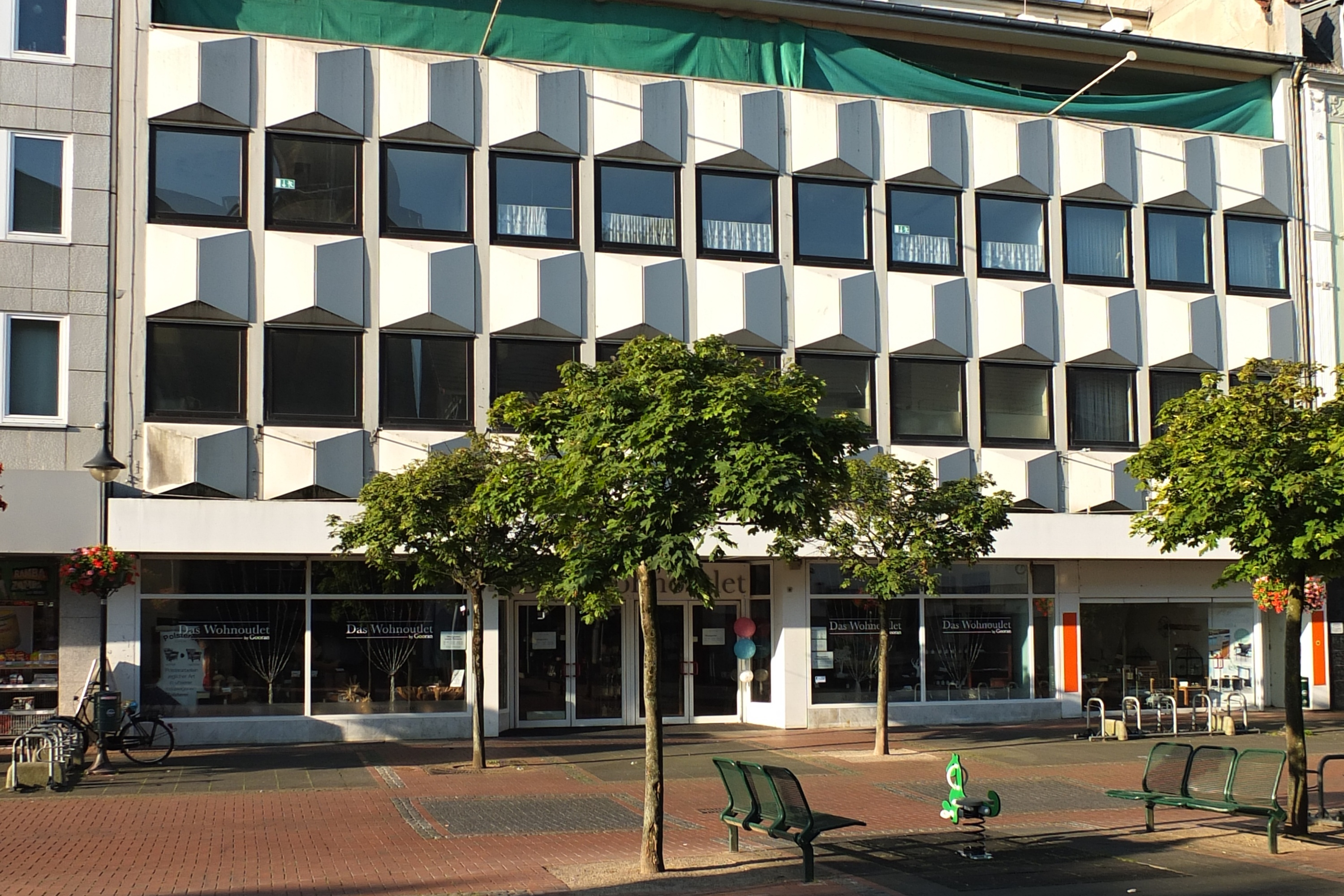
Nachfolgebau der Krone: erst „Central“, seit 2015 „Müller“

Am 12. November 1959 eröffnete an der Mittelstraße 17 das neu erbaute Kaufhaus „Central“. Als Nutzer des Gebäudes folgten später die Warenhäuser Karstadt (1972), Hertie (2007), City-Kaufhaus (2010), Gooran-Wohnoutlet (2011), und, nach umfangreicher Sanierung, der Drogeriemarkt Müller (seit 2015).